# Agabus tristis
Agabus tristis är en skalbaggsart som beskrevs av Aubé 1838. Agabus tristis ingår i släktet Agabus och familjen dykare. Inga underarter finns listade i Catalogue of Life.